# Agustí Culí i Soler
Estudiant natural de Castelló d'Empúries i antic escolà de la Seu de Girona, amb 17 anys superà les oposicions de flauta i oboè a la basílica de Santa Maria de Castelló d'Empúries durant el primer terç del segle xix.